# Macquartia praefica
Macquartia praefica là một loài ruồi trong họ Tachinidae.